# Sultan Abdul Aziz Shah Jamek-moskéen
 Der er for få eller ingen kildehenvisninger i denne artikel, hvilket er et problem. Du kan hjælpe ved at angive troværdige kilder til de påstande, som fremføres i artiklen.

Sultan Abdul Aziz Shah Jamek-moskéen er den første moske i den gamle bydel i Petaling Jaya, Selangor, Malaysia.
| Bygning eller seværdighed | Spire Denne artikel om en bygning, et bygningsværk eller en seværdighed er en spire som bør udbygges. Du er velkommen til at hjælpe Wikipedia ved at udvide den. |

3°05′27″N 101°39′02″Ø / 3.090778°N 101.650444°Ø